# Consiglio degli Ordini Forensi d'Europa
Il Consiglio degli Ordini Forensi d'Europa, conosciuto anche con la sigla internazionale CCBE, è un'Associazione senza scopo di lucro che riunisce gli ordini forensi di 31 Stati europei.

## Storia
Il CCBE fu creato nel settembre del 1960 in occasione di un congresso dell'Unione internazionale degli avvocati (UIA) a Basilea. Pochi anni prima, nel 1957, era nata la Comunità economica europea e gli avvocati partecipanti al congresso sentirono la necessità di creare un'organizzazione europea che tutelasse la loro professione. Fu dunque creato un organo rappresentativo degli ordini forensi dei sei Stati membri della CEE con il nome di "Commission consultative des barreaux et associations nationales des six pays de la CEE" (riunita su iniziativa della UIA), da cui la sigla CCBE. Il nome dell'associazione fu poi semplificato in "Conseil des barreaux européens", mantenendo la sigla originale.
Nel 1966 si emancipa dall'Unione internazionale degli avvocati diventando totalmente indipendente. Nel 1977 fu consultato nel quadro dell'elaborazione della direttiva (77/249/CEE) che permetteva agli avvocati di fornire temporaneamente i loro servizi in uno Stato membro diverso da quello dove praticavano abitualmente. Da quel momento in poi collaborò regolarmente per l'elaborazione di numerose altre diretive che si occupavano della professione di avvocato. L'anno dopo venne creata la Carta d'identità del CCBE, con questo attestato il CCBE certifica che la persona è regolarmente iscritto all'ordine forense del suo Paese, facilitando in tal modo l'accesso alle giurisdizioni europee per quegli avvocati che devono offrire temporaneamente i loro servizi all'estero.
Nel 1979 è riconosciuto ufficialmente come rappresentante gli interessi degli avvocati europei e stabilisce una delegazione permanente presso la Corte di giustizia dell'Unione europea. Nel 1988 viene approvato il Codice di deontologia degli avvocati europei.
Nel 2013 crea la Fondazione degli avvocati europei. Nel 2014 il CCBE fissa il 10 dicembre come la Giornata europea degli avvocati, tale data viene poi modificata a partire dal 2017, quando si decise di festeggiarla il 25 ottobre.

## Premio per i diritti umani
Nel 2007 il CCBE decide di istituire un premio per i difensori dei diritti umani.
Fra i premiati:
- 2007 - Avvocati senza frontiere
- 2008 - Li Heping (Cina) e al gruppo di avvocati spagnoli che ha difeso le vittime degli Attentati di Madrid dell'11 marzo 2004
- 2009 - Stanislav Markelov (Russia)
- 2010 - David Peña Rodríguez e Karla Micheel Salas Ramírez (Messico)
- 2011 - Abderrazak Kilani (Tunisia)
- 2012 - Pavel Sapelko (Bielorussia)
- 2013 - Al rappresentante e ai membri del consiglio dell'Ordine degli avvocati d'Istanbul (Turchia)
- 2014 - Valdênia Aparecida Paulino Lanfranchi (Brasile)
- 2015 - Intigam Aliyev (Azerbaigian) e al Gabinetto di avvocati Feng Rui (Cina)
- 2016 - Ayşe Bingöl Demir, Ayşe Acinikli, Ramazan Demir e Tahir Elç (Turchia)
- 2017 - Zaza Khatiashvil (Georgia)
- 2018 - Mikołaj Pietrzak (Polonia)
- 2019 - Nasrin Sotoudeh, Abdolfattah Soltani, Mohammad Najafi e Amirsalar Davoudi (Iran)
- 2020 - Haytham Mohammadein, Hoda Abdelmoniem, Ibrahim Metwally Hegazy, Mahienour El-Massry, Mohamed El-Baqer, Mohamed Ramadan e eccezionalmente a titolo postumo Ebru Timtik[7]